# Beilstein Journal of Organic Chemistry
Beilstein Journal of Organic Chemistry (abrégé en Beilstein J. Org. Chem.) est une revue scientifique à comité de lecture, publiée  depuis 2005 par le Beilstein-Institut zur Förderung der Chemischen Wissenschaften. Ce journal en libre accès publie des articles dans le domaine de la chimie organique.
D'après le Journal Citation Reports, le facteur d'impact de ce journal était de 2,762 en 2014.

## Bureau éditorial
Actuellement la direction de publication est assurée par Peter H. Seeberger (Institut Max-Planck de recherche sur les colloïdes et interfaces, Potsdam, Allemagne).
- 2011-en cours : Peter H. Seeberger
- 2005-2010 : Jonathan Clayden